# Mitsubishi A6M Zero

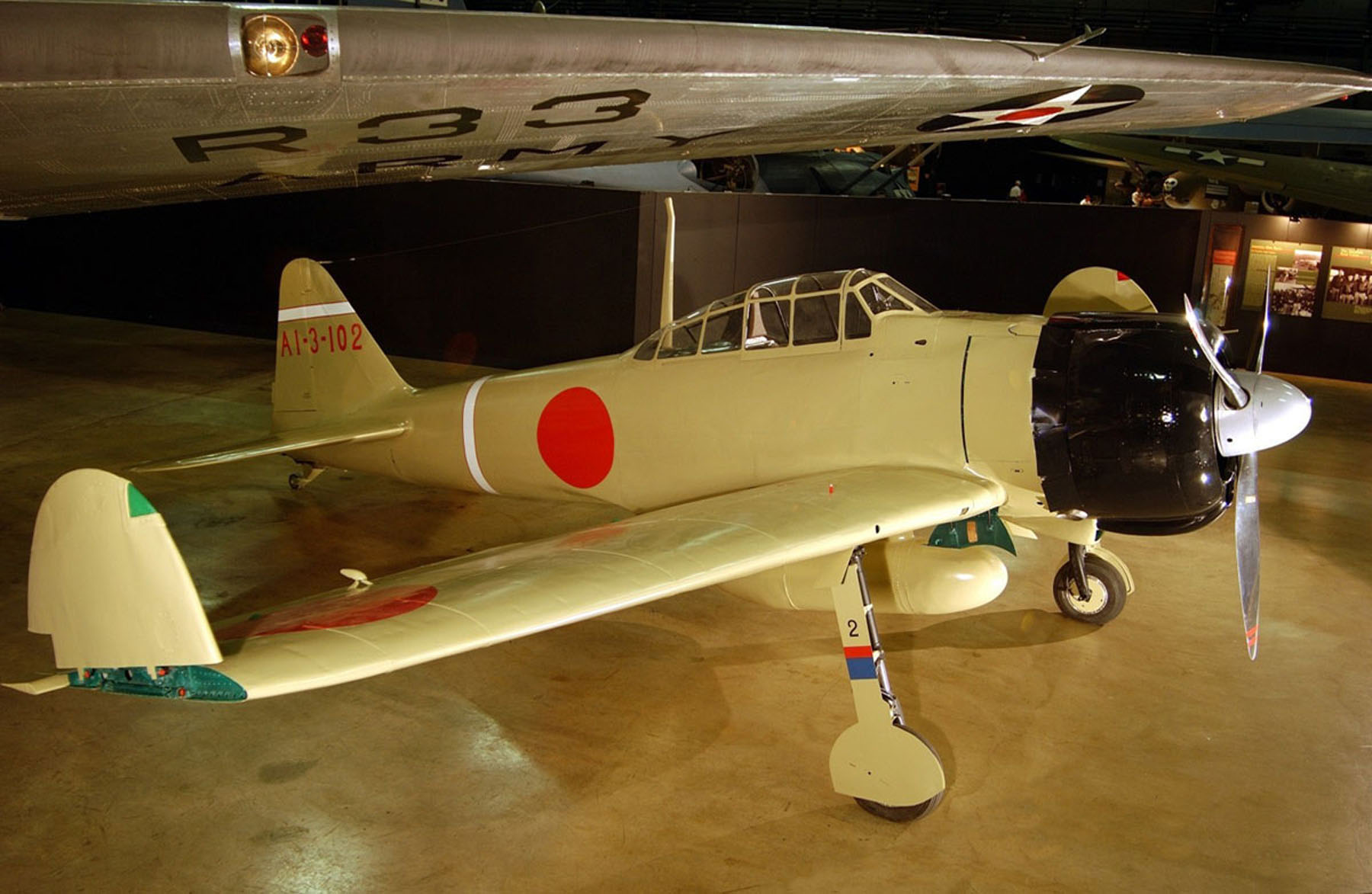
Un A6M2 Zero expuesto en el Museo Nacional de la Fuerza Aérea de los Estados Unidos.

El Mitsubishi A6M "Zero" es un caza de largo alcance empleado por el Servicio Aéreo de la Armada Imperial Japonesa desde 1940 hasta 1945. 
El A6M fue designado como Caza Embarcado Tipo 0 (零式艦上戦闘機 rei-shiki-kanjō-sentōki?), los japoneses también utilizaban una contracción oficial de rei sentōki —caza cero— o rei-sen, pero utilizaban más familiarmente la de Zero-sen, pues las palabras inglesa «zero» y francesa «zéro» fueron introducidas en Japón desde finales del siglo xix, cuando el Japón de la era Meiji empezaba a recibir ingenieros y científicos franceses e ingleses con la intención de constituirse una industria y un ejército modernos y poderosos. Aunque el nombre en clave oficial de los Aliados era Zeke —pronunciado Zik—, es universalmente conocido como Zero por su designación naval japonesa.
Nacido de la petición de un caza naval en mayo de 1937, el primer prototipo pudo despegar para las pruebas de vuelo en marzo de 1939. Cuando fue introducido en servicio a principios de la Segunda Guerra Mundial, el Zero se consideró el caza embarcado más capaz del mundo, combinando una excelente maniobrabilidad y muy largo alcance.
En las primeras operaciones de combate, el Zero se ganó una reputación legendaria en combate aéreo cerrado, logrando la excepcional proporción de victorias de 12 a 1 a su favor, pero hacia mediados de 1942 una combinación de nuevas tácticas y la introducción de mejor equipamiento permitió a los pilotos aliados enfrentar al Zero en condiciones más igualadas.
El Servicio Aéreo de la Armada Imperial Japonesa también lo usó frecuentemente como caza con base en tierra. En 1943 las debilidades inherentes del diseño y la creciente falta de motores aeronáuticos más potentes hicieron que el Zero se hiciera menos efectivo contra los cazas enemigos más modernos que eran superiores en potencia de fuego, blindaje y velocidad, y además se acercaban a la maniobrabilidad del Zero. Aunque el Mitsubishi A6M quedó anticuado en 1944, nunca fue completamente sustituido por los nuevos modelos de aviones japoneses. Durante los años finales de la guerra del Pacífico, el Zero fue usado en operaciones kamikaze.
Durante la guerra se fabricaron más cazas Zero que ningún otro tipo de avión japonés, y se convirtió en el avión japonés producido en mayor número de la historia con cerca de 11 000 ejemplares fabricados.

## Códigos de identificación

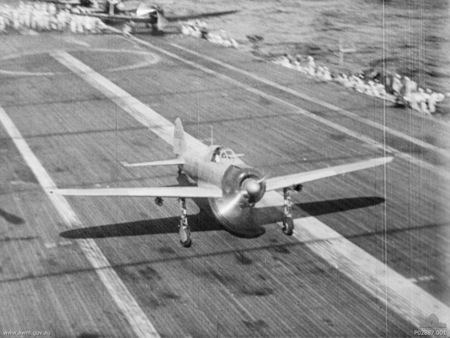
A6M despegando durante la Batalla de las Islas Santa Cruz 1942

### Código de proyecto

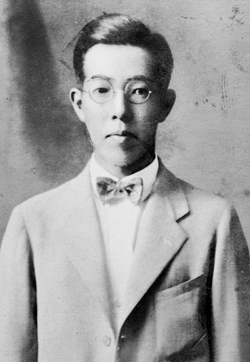
Jirō Horikoshi, diseñador del programa Zero

A partir de 1931, cuando un avión militar japonés (destinado ya sea al Ejército Imperial o a la Armada) empezaba a ser concebido en las mesas de diseño de los ingenieros aeronáuticos, se le atribuía un nombre de proyecto basado en el año en curso del reino del emperador. 
En el caso del A6M, el reino en curso era el del Emperador Shōwa, cuyo verdadero nombre era el hoy en día bien conocido Hirohito. Al número de ese año se le llamaba el número Shi. El Mitsubishi A6M, antes de llamarse así, antes incluso de determinarse si iba a ser fabricado por la empresa Mitsubishi, fue un proyecto de caza embarcado lanzado en el duodécimo año de la era Showa (1937). Su nombre de proyecto fue pues Caza embarcado 12 Shi. El diseñador en jefe fue Jirō Horikoshi, un ingeniero de Mitsubishi en Nagoya, que desarrolló el programa del modelo 12 para la Armada Imperial Japonesa que conduciría al famoso caza japonés Zero.

### Código de tipo de aparato
Utilizado por la Armada y el Ejército a partir de 1939, este código atribuía un número de tipo a cada avión japonés, número basado en las dos últimas cifras del año del calendario imperial japonés en que el aparato entraba en servicio. Por ejemplo el Mitsubishi G3M fue un bombardero-torpedero entrado en servicio en el año 2596 del calendario imperial (1936), recibió en consecuencia el código de identificación Bombardero-torpedero de tipo 96. El Mitsubishi A6M entró en servicio en el año 2600 del calendario imperial (1940). Para los aviones entrados en servicio en ese año se ignoró el doble cero y se les llamó simplemente de tipo 0. El A6M fue por tanto el Caza embarcado de tipo 0  rei shiki kanjō sentōki (零式艦上戦闘機?) (rei=cero, shiki=tipo, kanjō=embarcado, sentōki=caza). 
Este sistema de designación fue el que le dio al Cero su nombre más popular, tanto entre las tripulaciones que lo pilotaron como entre sus adversarios.

### Código de la Armada Imperial Japonesa

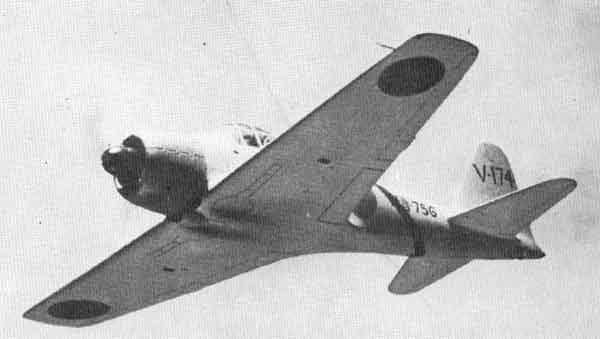
Un Mitsubishi A6M3 Modelo 32 procedente del Tainan kokutai.

Cuando un aparato entraba en servicio en la Armada Imperial, esta le atribuía su propio código de identificación. El código de la Armada estaba basado en una serie de cuatro caracteres: una letra que correspondía a un tipo de aparato ("A" en el caso de los cazas embarcados), una cifra que correspondía al número de modelos diferentes habidos hasta ese momento (el Mitsubishi A6M fue el sexto caza embarcado en entrar en servicio en la Armada Imperial Japonesa), una letra, la inicial del nombre del fabricante ("M" en el caso del Mitsubishi A6M) y finalmente una cifra que correspondía al número de versión: A6M1, A6M2, A6M3, A6M4, A6M5, A6M6, A6M7 y A6M8 en el caso del Mitsubishi A6M, pero las versiones A6M1, A6M4, A6M6 y A6M8 nunca entraron en servicio, se quedaron en el estado de prototipos experimentales. La primera letra indicaba el tipo de aparato, pero cuando un tipo de aparato se extrapolaba a partir de otro la letra original era conservada y la correspondiente al nuevo tipo de aparato se añadía al final. Por ejemplo el A6M2 fue extrapolado en una versión  hidroavión de caza pero también en una versión biplaza de entrenamiento. El hidroavión de caza recibió el código de identificación A6M2-N ("N" para "hidroavión de caza") y a la versión de entrenamiento se la llamó A6M2-K ("K" para "avión de entrenamiento").

### Código aliado

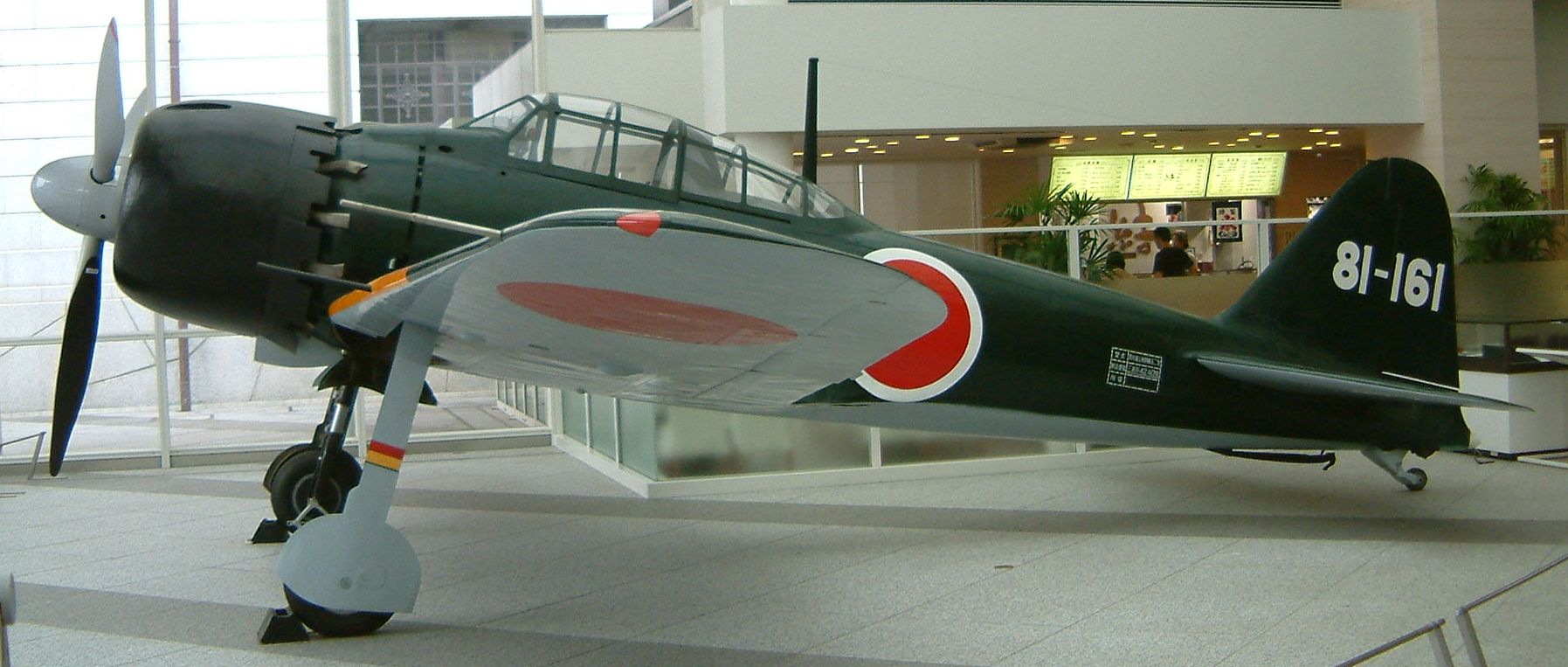
A6M5 Tipo 0 Modelo 52 conservado en el Santuario Yasukuni de Tokio.

En el curso del año 1942, a medida que combatían cada vez más con los aviones japoneses los estadounidenses establecieron un código de identificación de los aviones nipones. Esencialmente los bombarderos recibían un nombre de pila femenino (por ejemplo "Betty" en el caso del bombardero de la Armada Mitsubishi G4M) y los cazas recibían un nombre de pila masculino (por ejemplo "Oscar" en el caso del caza del Ejército Nakajima Ki-43). El Mitsubishi A6M era un caza, así que se le atribuyó el nombre masculino de "Zeke", abreviación estadounidense de "Ezekiel" ("Ezequiel" en castellano).
No se conoce con certeza la razón por la que se eligió este nombre en código. Es posible que el origen se encuentre en un personaje de los estudios Walt Disney. En 1933 Walt Disney ganó su segundo Óscar por un cortometraje animado: The three little pigs (« Los tres cerditos »). En este corto de animación el Gran Lobo Feroz (Big Bad Wolf, único nombre oficial del personaje en 1933) intentaba comerse a los tres cerditos, pero sin conseguirlo nunca. La película tuvo tanto éxito que el público reclamaba sin cesar que se realizaran nuevas aventuras del lobo y los cerditos. Durante los años treinta, y en respuesta a esta demanda, Disney produjo hasta tres nuevos cortometrajes, y también una serie de cómics que empezó en 1936 y en la que al personaje del lobo se le dio un nombre y un apellido: Zeke Midas. Cuando los pilotos estadounidenses entraron por primera vez en contacto con el Zero (en 1941 y 1942), este último los abatía sistemáticamente, este nuevo adversario aéreo parecía invencible y tan solo verlo aparecer en el cielo podía sumirlos en el pánico. Es por eso que llamaron al Mitsubishi A6M "el Gran Lobo Feroz", en recuerdo del dibujo animado que habían visto cuando eran niños en 1933. Teniendo en cuenta este apodo dado al A6M por los propios pilotos estadounidenses (y teniendo en cuenta también que estos leían asiduamente los cómics de la época) tal vez el nombre en código Zeke apareciera como el más apropiado a la oficina estadounidense que atribuía esos nombres en código. No hay en cambio datos de que el nombre del personaje de Walt Disney sea realmente el que inspiró el nombre en código finalmente atribuido. 
Dos versiones del Zero fueron, sin embargo, suficientemente diferentes de la forma general del avión como para que los estadounidenses las confundieran con un nuevo tipo de aparato y les atribuyeran su propio código de identificación. A la versión de hidroavión de caza (A6M2-N) se la llamó Rufe y al A6M3-32 (cuyos bordes de ala eran rectos y no redondeados, lo que causó la confusión) se la llamó Hamp. A este último se le llamó primero Hap, en honor al comandante en jefe de la Fuerza Aérea de EE. UU., el general Henry Harley Arnold. Arnold tenía varios apodos pero Hap se le había quedado desde su infancia. Una tía suya lo llamaba siempre Happy ("contento", "feliz"), pero con el tiempo el apodo se le quedó abreviado en Hap. El general no apreció que se le diera su apodo a un avión japonés pues según él los pilotos estadounidenses no se privarían de hacer bromas del tipo «acábo de derribar un Hap», haciendo en realidad referencia a su comandante en jefe. Arnold pidió pues que el código de identificación del supuesto nuevo avión japonés fuera cambiado y el servicio encargado de atribuir dichos códigos de identificación añadió una "m" en medio de la palabra, bautizando Hamp al aparato, lo que en inglés no significa nada. Solo más tarde los aliados se dieron cuenta de que en realidad se trataba de un Zeke, pero el nombre en código Hamp persistió en la jerga de los pilotos aliados para referirse al A6M3-32.

## Diseño

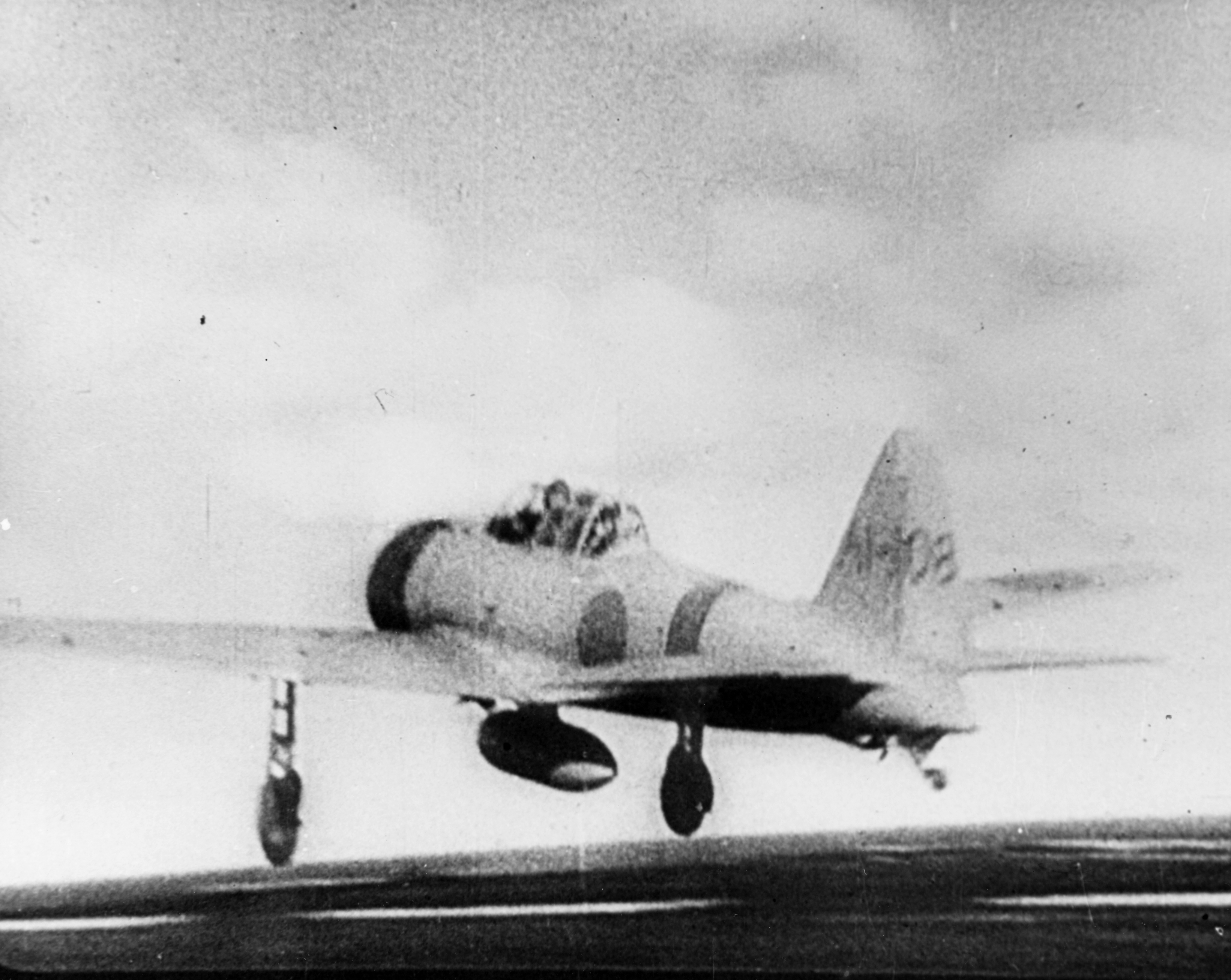
Mitsubishi A6M despegando desde el portaaviones Akagi para el ataque a Pearl Harbor. Se aprecia el depósito auxiliar de combustible y el extremo del gancho de apontaje, justo frente a la rueda de cola.

El A6M era un monoplano de ala baja con estructura enteramente metálica y tren retráctil. El ala unía las ventajas de una notable ligereza con una elevada robustez a todo tipo de acrobacias, pero adolecía de poca resistencia estructural tras ser dañada en combate, rompiéndose con gran facilidad tras ser alcanzada por algunos disparos, lo que conllevaba una inmediata barrena y un incendio catastrófico de los depósitos alares de combustible.
Para evitar dar más peso al "Zero", en los primeros modelos no figuraban ni blindaje para el piloto ni depósitos de combustible autosellantes, que no fueron introducidos hasta el tipo A6M5, ya avanzada la guerra. La aleación de aluminio espacial AL7075 Zicral (con mejor relación resistencia/peso que el acero, a excepción de las chapas Armox 600) fue desarrollado para el proyecto del Mitsubishi A6M Zero (aparte de en mecanismos de altos requerimientos y espacial, el Al7075 también se usa en los blindados Bradley).
El motor, inicialmente un Zuisei 13 de 780 HP, será pronto substituido (en las versiones A6M2-11 y A6M2-21) por un Nakajima Sakae 12 de 980 HP. Las versiones A6M3, A6M5 y A6M7-62 fueron motorizadas con el Sakae 21, motor de 14 cilindros en doble fila de 1.130 HP equipado de un compresor de dos velocidades. Este último permitirá llegar a una velocidad de 560 km/h y a una autonomía de hasta 1.922 km en las diferentes variantes de A6M5, gracias al empuje adicional de sus tubos de escape, ausentes en versiones anteriores al A6M5. La única versión de Zero-sen en ser producida en serie con el Sakae 31 (también de 1.130 HP de potencia) fue el A6M7-63. El motor Nakajima Kinsei, de 1300 HP, fue integrado a la versión A6M8, pero esta última nunca fue fabricada en serie.
El armamento al principio más bien ligero, fue luego notablemente incrementado, inicialmente inferior al estadounidense, que tenía como arma básica la ametralladora Browning M2 de 12,7 mm (entre 6 y 8) mientras que el japonés se basaba generalmente en 4 armas, si no menos: 2 de 7,70 mm y o bien otras 2 de 13,2 mm o 2 cañones de 20 mm. 
Dueño indiscutible del cielo durante el primer año de guerra, a partir de 1943 empezó a perder la supremacía aérea al aparecer cazas estadounidenses más potentes, como el Grumman F6F Hellcat. Los últimos "Zero" solían participar en los ataques "kamikaze" contra barcos estadounidenses y como interceptores contra las escuadrillas de Boeing B-29.

## Variantes

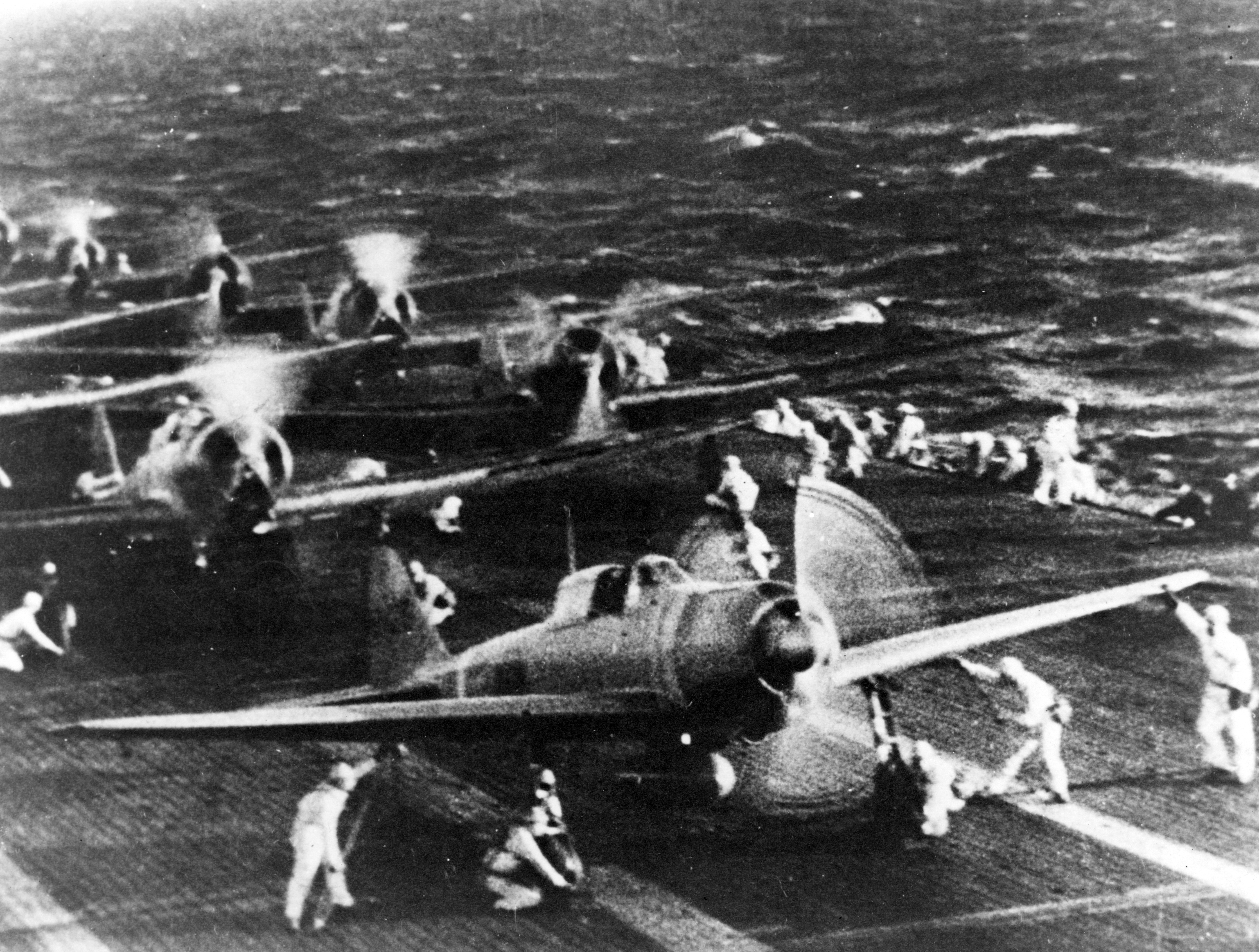
Cazas Tipo Zero despegando desde portaaviones japoneses durante la Segunda Guerra Mundial.

### A6M1
De esta variante se fabricaron dos prototipos, propulsados por un motor Mitsubishi Zuisei 13 de 780 hp. El primero de ellos voló en Kagamigahara el 1 de abril de 1939, demostrando unas cualidades extraordinarias, a excepción de su velocidad (489 km/h), que casi le hizo perder el contrato. Se probó una hélice de velocidad constante lo que le permitió una mejoría en las prestaciones globales, pero aun así, se necesitaba más potencia.

### A6M2 Modelo 11
Versión inicial de producción impulsada por un motor Sakae 12 de 940 hp, con un armamento de 2 cañones de 20 mm en las alas y 2 ametralladoras de 7,70 mm; envergadura de 12 m y peso normal en despeque de 2410 kg; los aparatos iniciales del lote, así como los que, a partir del 22º ejemplar de producción, incorporaron el larguero trasero reforzado, se denominaron A6M2-11.

### A6M2 Modelo 21
A partir del número 65, las puntas alares podían plegarse de forma manual.
Usado en la aviación naval japonesa, la envergadura de sus alas era de 12,2 m es decir un 12,6 % (1,4 m) más que el A6M5C.

### A6M2-K
Versión biplaza de entrenamiento con doble mando del A6M2.

### A6M2-N
Versión hidro del A6M2 con un flotador principal y dos flotadores alares; peso normal en despegue 2460 kg.

### A6M3 Modelo 32

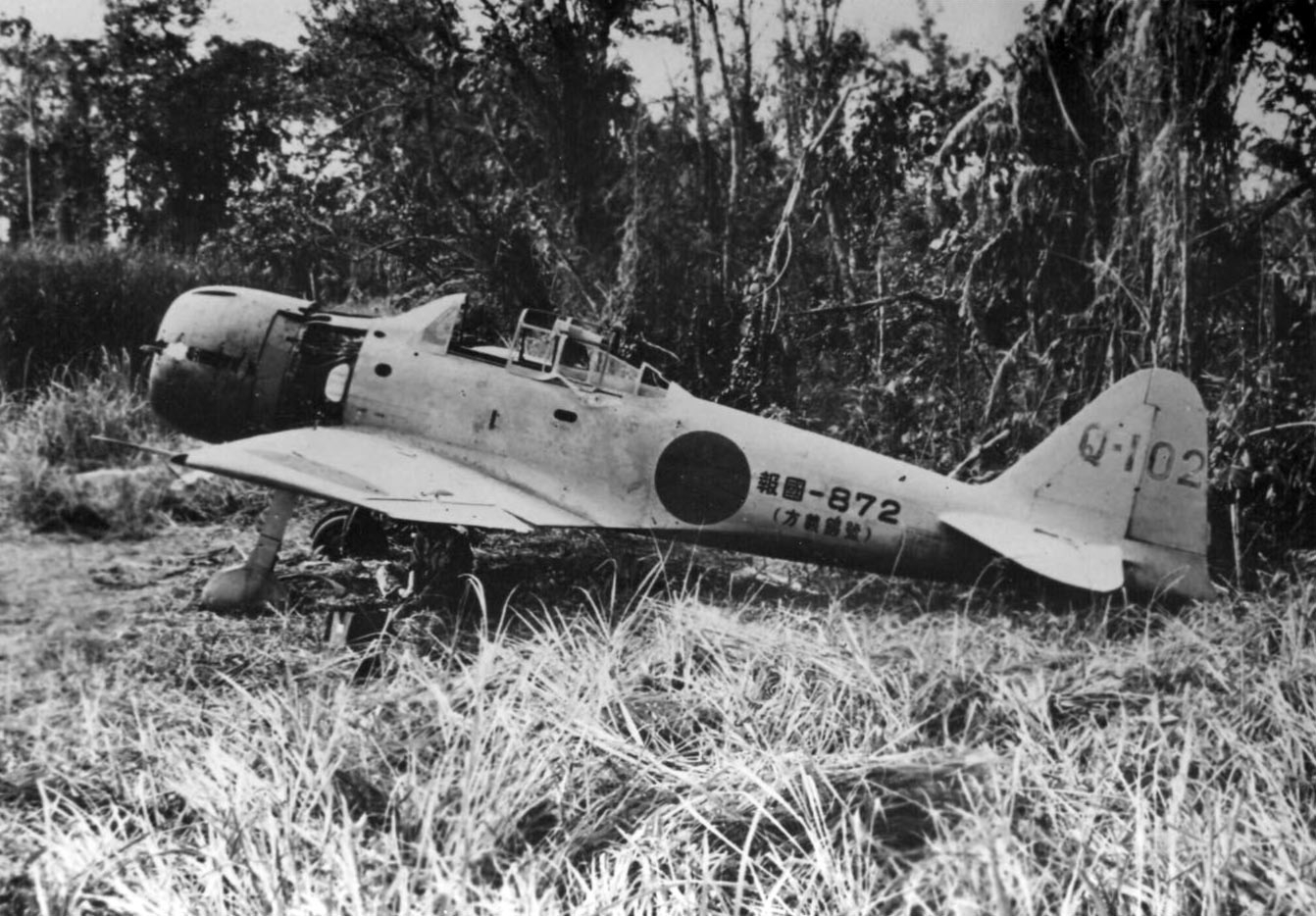
A6M3 Modelo 32 abandonado, estacionado en la base de Buna, Nueva Guinea

Modelo mejorado, propulsado por motor Sakae 21 de 1130 hp, a partir del cuarto ejemplar, se incrementó la cantidad de munición de los cañones de 20 mm; los últimos aparatos de la serie tenían las puntas de las alas cuadradas y una envergadura de 11 m, el peso normal en despegue era de 2.544 kg.

### A6M3 Modelo 22
Igual que el A6M3 Modelo 32, pero con una envergadura de 12 m y puntas de ala redondeadas.

### A6M4 Modelo 41
Desafortunada versión experimental con motor Sakae turboalimentado.

### A6M5 Modelo 52
Es un A6M3 mejorado con recubrimiento alar más grueso, puntas alares redondeadas y escapes de incremento de potencia, su peso normal en despegue es de 2.733 kg.

### A6M5a Modelo 52a (A6M5 Modelo 52 KO)
Derivado del A6M5 con revestimiento alar más grueso y con cañón Tipo 99 Modelo 2 Serie 3 mejorado.

### A6M5b Modelo 52b (A6M5 Modelo 52 OTSU)
A6M5 mejorado con protección extra, sistema de extinción de incendios para los depósitos y una de las ametralladoras de 7,70 mm reemplazada por una Tipo 3 de 13,2 mm

### A6M5c Modelo 52c (A6M5 Modelo 52 HEI)
La mejora definitiva, con dos ametralladoras Tipo 3 de 13,2 mm añadidas por fuera de los cañones alares, blindaje tras el piloto, mayor capacidad para combustible y rieles para ocho cohetes aire-aire de 10 kg.

### A6M6 Modelo 53
A6M5c mejorado con motor Sakae 31 de 1.210 hp e inyección de agua/metanol, y depósitos alares autosellantes.

### A6M7 Modelo 63
Versión de bombardeo en picado del A6M6c, prevista para su empleo en pequeños portaaviones; provisión para una bomba de 250 kg y soportes subalares para dos depósitos de 350 litros de combustible.

### A6M8c Modelo 64
Modelo mejorado con motor Kinsei 62 de 1560 hp; desprovisto de armas sobre el capó del motor, y con mejor protección; peso normal en despegue 3150 kg.

## Usuarios
Japón
- Servicio Aéreo de la Armada Imperial Japonesa

 República de China
- La Fuerza Aérea de la República de China operó con un pequeño número de variantes del A6M capturados después de la Segunda Guerra Mundial.

## Especificaciones (A6M2 Tipo 0 Modelo 21)
Referencia datos: The Great Book of Fighters.

### Características generales
- Tripulación: Uno (piloto)
- Longitud: 9,06 m
- Envergadura: 12 m
- Altura: 3,05 m
- Superficie alar: 22,44 m²
- Peso vacío: 1.680 kg
- Peso cargado: 2.410 kg
- Planta motriz: 1× Motor radial de 14 cilindros en dos filas refrigerado por aire Nakajima Sakae 12.
  - Potencia: 708 kW (950 HP; 963 CV)
- Hélices: 1× tripala por motor.

### Rendimiento
- Velocidad nunca excedida (Vne): 660 km/h (410 MPH; 356 kt)
- Velocidad máxima operativa (Vno): 533 km/h (331 MPH; 288 kt)
- Alcance: 3105 km (1677 nmi; 1929 mi)
- Techo de vuelo: 10 000 m (32 808 ft)
- Régimen de ascenso: 15,7 m/s (3091 ft/min)
- Carga alar: 107,4 kg/m²
- Potencia/peso: 2.94 W/kg

### Armamento
- Ametralladoras: 

  - 2x Tipo 97 de 7,70 mm sobre el motor, con 500 proyectiles cada una.

- Cañones: 

  - 2x Tipo 99 de 20 mm en las alas, con 60 proyectiles cada uno.
- Bombas: 

  - 2 de 60 kg o 1 bomba fija de 250 kg para ataques kamikaze

|                      |                                                              |                                                              |                                                              |                                                              |
| Versiones            | A6M1                                                         | A6M2                                                         | A6M3                                                         | A6M8                                                         |
| Proyectista          | Equipo de técnicos dirigidos por el ingeniero Jirō Horikoshi | Equipo de técnicos dirigidos por el ingeniero Jirō Horikoshi | Equipo de técnicos dirigidos por el ingeniero Jirō Horikoshi | Equipo de técnicos dirigidos por el ingeniero Jirō Horikoshi |
| Primer vuelo         | Marzo de 1939                                                | -                                                            | -                                                            | -                                                            |
| Envergadura          | 12 m                                                         | 12 m                                                         | 11 m                                                         | 11 m                                                         |
| Longitud             | 9,06 m                                                       | 9,06 m                                                       | 9,06 m                                                       | 9,24 m                                                       |
| Altura               | 3,05 m                                                       | -                                                            | 3,51 m                                                       | 3,64 m                                                       |
| Superficie alar      | 22,44 m²                                                     | -                                                            | 21,53 m²                                                     | 21,30 m²                                                     |
| Peso cargado/vacío   | 2343 kg/1652 kg                                              | 2408 kg/1678 kg                                              | 2544 kg/1807 kg                                              | 3150 kg/2150 kg                                              |
| Tripulación          | 1                                                            | 1                                                            | 1                                                            | 1                                                            |
| Motor                | Mitsubishi Zuisei 13 de 780 HP                               | Nakajima NK1C Sakae 12 de 940 HP                             | Nakajima Sakae 21 de 1.130 HP                                | Mitsubishi Kinsei 62 de 1.580 HP                             |
| Trepada a 6000 m     | -                                                            | 7 minutos y 27 segundos                                      | 7 minutos y 19 segundos                                      | 6 minutos y 50 segundos                                      |
| Velocidad de crucero | -                                                            | -                                                            | 371 km/h                                                     | -                                                            |
| Velocidad máxima     | 510 km/h a 3600 m                                            | 534 km/h a 5050 m                                            | 545 km/h a 6000 m                                            | 573 km/h a 6000 m                                            |
| Techo de vuelo       | -                                                            | 10 300 m                                                     | 10 000 m                                                     | 11 200 m                                                     |
| Armamento            | 2 cañones de 20 mm 2 ametralladoras de 7,70 mm               | 2 cañones de 20 mm 2 ametralladoras de 7,70 mm               | 2 cañones de 20 mm 2 ametralladoras de 7,70 mm               | 2 cañones de 20 mm 2 ametralladoras de 13,2 mm               |
| Carga bélica         | 120 kg de bombas                                             | 120 kg de bombas                                             | 120 kg de bombas                                             | 500 kg de bombas                                             |
| Autonomía            | 1820 km                                                      | 3100 km                                                      | 2830 km (con depósito lanzable)                              | -                                                            |

## En la cultura popular
- Parte de la vida de Jirō Horikoshi, el ingeniero que diseñó el avión es retratada en la película animada Kaze Tachinu (Hayao Miyazaki, 2013).
- El Zero aparece en el videojuego War Thunder, como avión investigable en el país de Japón.
- Estos aviones hacen aparición en el videojuego Heroes of the Pacific, siendo un avión de origen japonés que el jugador puede usar.
- También aparece en las películas Tora! Tora! Tora! (1970) y Pearl Harbor (2001), ambas sobre la temática del ataque de Japón imperial sobre la base estadounidense de Pearl harbor al final de la Segunda Guerra Mundial.

### Desarrollos relacionados
- Nakajima A6M2-N

### Aeronaves similares
- Messerschmitt Bf 109
- Focke Wulf Fw 190
- Curtiss P-40
- Curtiss-Wright CW-21
- Vought F4U Corsair
- Hughes H-1 Racer
- MÁVAG Héja
- Reggiane Re.2000
- Fiat G.50
- Nakajima Ki-43
- Supermarine Spitfire/Seafire
- IAR 80

### Listas relacionadas
- Anexo:Cazas de la Segunda Guerra Mundial
- Anexo:Aeronaves militares utilizadas en la Segunda Guerra Mundial
- Anexo:Aviones de la Armada Imperial Japonesa